# Círculo de Tombuctú
Tombuctú es una subdivisión administrativa (cercle o círculo) de la región de Tombuctú, en Malí. En abril de 2009 tenía una población censada de 127 328 habitantes y estaba formada por las siguientes comunas o municipios, que se muestran igualmente con población de abril de 2009:
- Alafia 12,912
- Ber 18,967
- Bourem-Inaly 11,604
- Lafia 7,754
- Salam 21,462
- Tombouctou 54,629[1]